# Нижнетагильский технологический институт
Нижнетаги́льский технологи́ческий институ́т — высшее учебное заведение в Нижнем Тагиле, основанное 24 июля 1944 года для подготовки инженерно-технических кадров. Реорганизован 1 июля 1947 года путём присоединения к УПИ имени С. М. Кирова (с 2009 года — УФУ).

## История
24 июля 1944 года постановлением СНК СССР № 884 и приказом Народного комиссариата чёрной металлургии СССР № 342 был создан Нижнетагильский технологический институт, для подготовки инженерно-технических кадров. Первым ректором института был назначен Е. К. Вяткин. Институту были выделены три здания на улице Уральской в Нижнем Тагиле. В структуру института были включены двадцать пять общеинститутских кафедр и три факультета: механический, горно-металлургический и вечерний. В 1944 год на первый курс института были приняты первые сто студентов, на старшие курсы института были зачислены студенты из эвакуированных в тыл страны Бежицкого механико-машиностроительного института и Криворожского горнорудного института. В первые годы из за нехватки штатных педагогических кадров, лекции студентам читали приглашённые педагоги из других высших учебных заведений, в числе приглашённых лекторов был и профессор Б. В. Раушенбах.
В 1946 году институт выпустил первые тринадцать человек из вечернего отделения в качестве инженеров по специальности «технология машиностроения». 1 июля 1947 года приказом по Министерству высшего и среднего специального образования СССР Нижнетагильский технологический институт был реорганизован и присоединён к Уральскому политехническому институту имени С. М. Кирова в качестве Нижнетагильского заочного отделения. На 1947 год в институте обучалось пятисот тридцать семь студентов, которые осваивали девять специальностей, в штате института состояло около ста педагогов. 15 сентября 1950 года приказом Министерства высшего и среднего специального образования СССР Нижнетагильское заочное отделение было преобразовано в Нижнетагильское вечернее отделение, в составе двух факультетов: металлургия чёрных металлов и технология машиностроения. 21 июля 1953 года приказом Министерства высшего и среднего специального образования СССР на базе Нижнетагильского заочного отделения был создан Нижнетагильский факультет заочного и вечернего обучения, обучение в котором велось по десяти инженерно-техническим специальностям. В 1956 году факультетом были выпущены первые сорок четыре инженера. В 1969 году в составе факультета было открыто подготовительное отделение.
19 октября 1970 года приказом Министерства высшего и среднего специального образования СССР Нижнетагильский факультет заочного и вечернего обучения был реорганизован в Нижнетагильский филиал Уральского политехнического института имени С. М. Кирова, в структуру филиала вошли вечернее и дневное отделения, занятия проводились по двум специальностям: «Обработка металлов давлением» и «Технология специального машиностроения». В штатном профессорско-педагогическом составе входило шестьдесят четыре преподавателя. Общее количество студентов достигло 1385 человек, из них: 1360 на вечернем и 25 на дневном отделениях. 6 июня 1974 года в составе Нижнетагильского филиала был создан Нижнетагильский дневной механико-технологический факультет, осуществляющий подготовку инженеров по четырём специальностям: «Оборудование и технология сварочного производства», «Производство корпусов», «Промышленное и гражданское строительство» и «Обработка металлов давлением». В 1976 году состоялся первый выпуск этого факультета инженерно-технических кадров в количестве сорока семи человек. На 1984 год структуре Нижнетагильского филиала было создано два отделения: вечерний и дневной, три факультета: машиностроительный, энергостроительный и механико-технологический и семь кафедр в составе ста двадцати преподавателей. В 1994 году в структуре филиале была создана военная кафедра, по подготовке офицерских кадров.
4 января 1996 года Постановлением Правительства Российской Федерации и приказом Государственного комитета Российской Федерации по высшему образованию № 25 на базе Нижнетагильского филиала был создан Нижнетагильский институт УГТУ-УПИ. 12 мая 2000 года приказом Министерства образования Российской Федерации Нижнетагильский институт был переименован в Нижнетагильский технологический институт. В структуре института было создано девятнадцать общеинститутских кафедры, в 2003 году в состав института был включён Нижнетагильский машиностроительный техникум в качестве факультета среднего профессионального образования. Общее количество студентов обучающихся в институте составляет — 5000 человек. Профессорско-преподавательский состав института включает в себя двести пятьдесят преподавателей, из которых учёную степень доктор наук имеет 13 человек, кандидат наук — 57, учёное звание доцент — 25, профессор — 10. С 1944 по 2019 год институтом было подготовлено 20 тысяч инженерно-технических кадров.

## Руководство
- Вяткин, Ефим Кириллович (1945—1968)
- Котельников, Вениамин Петрович (1962—1979)
- Крутяков, Иван Фёдорович (1979—1984)
- Зудов, Евгений Георгиевич (1984—2004)
- Пегашкин, Владимир Фёдорович (2004—2016)
- Потанин, Владислав Владимирович (с 2016)

## Известные преподаватели
- Раушенбах, Борис Викторович[2][3][4]
- Файншмидт, Евгений Михайлович[7]

## Известные выпускники
- Колбин, Геннадий Васильевич — председатель Комитета народного контроля СССР
- Илюшин, Виктор Васильевич — первый заместитель председателя Правительства Российской Федерации
- Власкин, Егор Фёдорович — заместитель министра химической промышленности СССР
- Веер, Артур Павлович — депутат Государственной Думы I созыва
- Диденко, Николай Наумович — первый Глава города Нижний Тагил
- Балыбердин, Алексей Владимирович — депутат Государственной Думы VII созыва
- Кальсина, Полина Олеговна — мастер спорта международного класса, трёхкратная чемпионка России по лыжным гонкам[2][3][4]